# Anton Müller (Orgelbauer)
Anton Müller (* ca. 1807; † 28. Mai 1865 in Klagenfurt) war ein österreichischer Orgelbauer.

## Leben
Anton Müller erlernte das Orgelbauerhandwerk bei seinem Vater Nicolaus Müller, dessen Werkstätte er nach dem Tod seines Vaters weiterführte.

## Werkliste
| Jahr | Ort         | Gebäude                 | Bild | Manuale | Register | Bemerkungen    |
| ---- | ----------- | ----------------------- | ---- | ------- | -------- | -------------- |
| 1835 | Hermagor    | Pfarrkirche Mellweg     |      | I/P     | 6        | nicht erhalten |
| 1842 | Gnesau      | Pfarrkirche Gnesau      |      | I/P     | 10       |                |
| 1847 | Weitensfeld | Pfarrkirche Zammelsberg |      | I/P     | 7        | [ 1 ]          |
| 1855 | Poggersdorf | Filialkirche Leibsdorf  |      | I/P     | 8        | [ 2 ]          |
| 1855 | Göriach     | Pfarrkirche Göriach     |      | I/P     | 9        | [ 3 ]          |